# Pigeon de beauté allemand
Le Pigeon de beauté allemand (en allemand : Deutsche Schautaube) est une race de pigeon domestique allemande, appartenant au groupe des pigeons de forme.

## Origines
Le pigeon de beauté allemand est un race créée au tout début du XXe siècle en Allemagne. Le premier standard de la race est créé en 1910 mais l'oiseau a évolué en un siècle, et le standard moderne est bien différent.

## Description
C'est un oiseau de taille moyenne, au port horizontal. Sa tête est large et il porte une morille sur le bec. Le bec, le front et la tête forment une courbe harmonieuse jusqu'au cou. Son œil est rouge, sauf chez les individus blancs qui ont un œil de vesce (iris noir). Son corps est arrondi sans être massif, avec une queue courte. Les pattes sont fortes et assez longues,. La race présente de nombreuses couleurs.
Contrairement à d'autres races, les mensurations de l'oiseau n'entre pas en compte lors des concours. Il est avant tout noté sur son apparence et son allure ; il doit être bien proportionné avec une ligne harmonieuse.
Issue d'une race de pigeon voyageur, le Beauté allemand vole très bien mais est principalement utilisé comme pigeon d'exposition et de concours. Il est classé dans la catégorie des pigeons de forme.

## Standard
Son standard est géré par l'Allemagne (D/0032) et les oiseaux sont bagués avec une bague de 9 mm.

## Croisement
Au milieu du XXe siècle, le Beauté allemand est utilisé pour la création de la race du Voyageur de beauté néerlandais au Pays-Bas. Le but était d'obtenir un pigeon de vol élégant destiné aux expositions,.

## Galerie

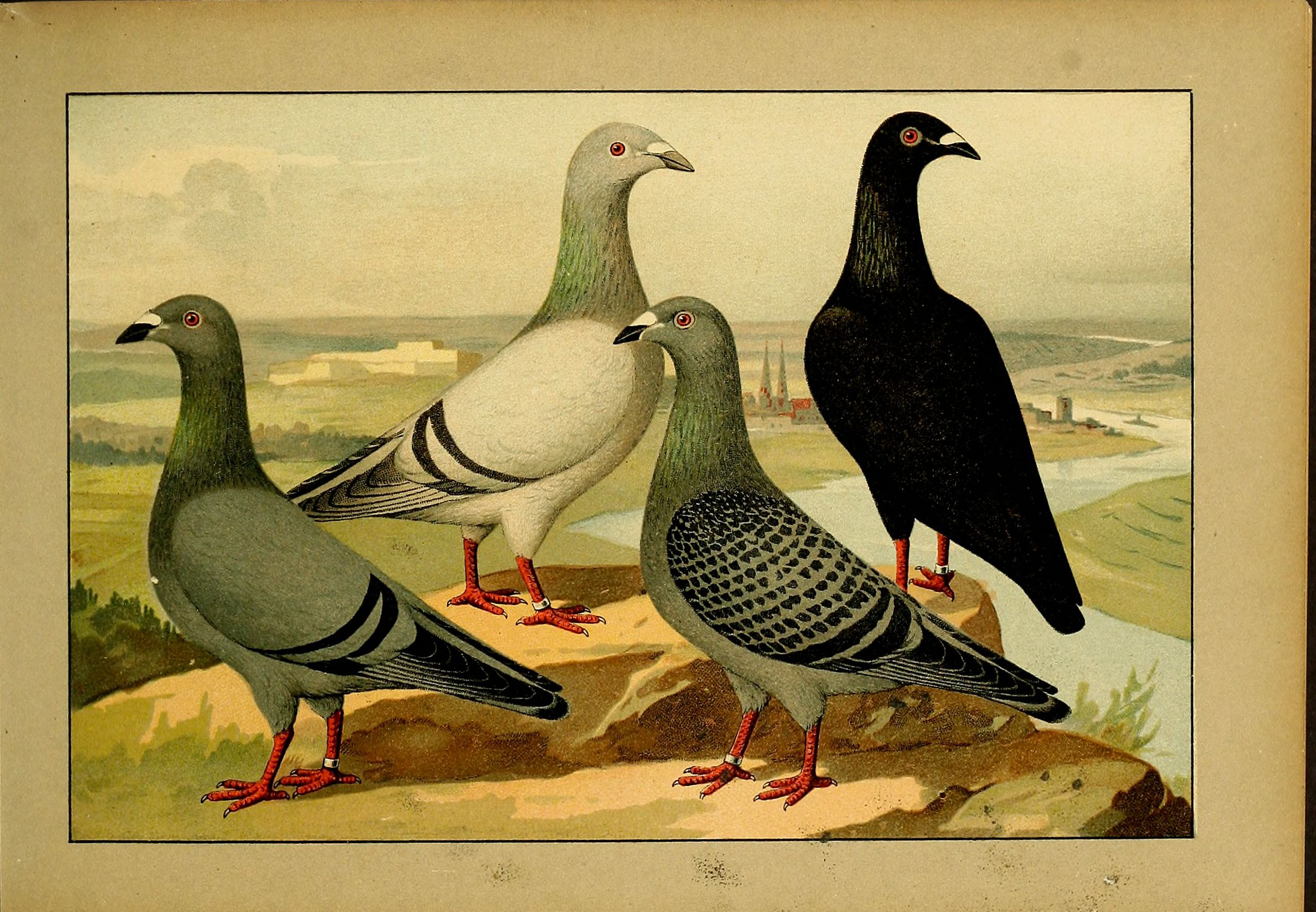
Illustration de 1906 : comparé aux oiseaux modernes, la morille et la courbe de la tête sont moins développés ; et l'oiseau n'a pas son port horizontal.
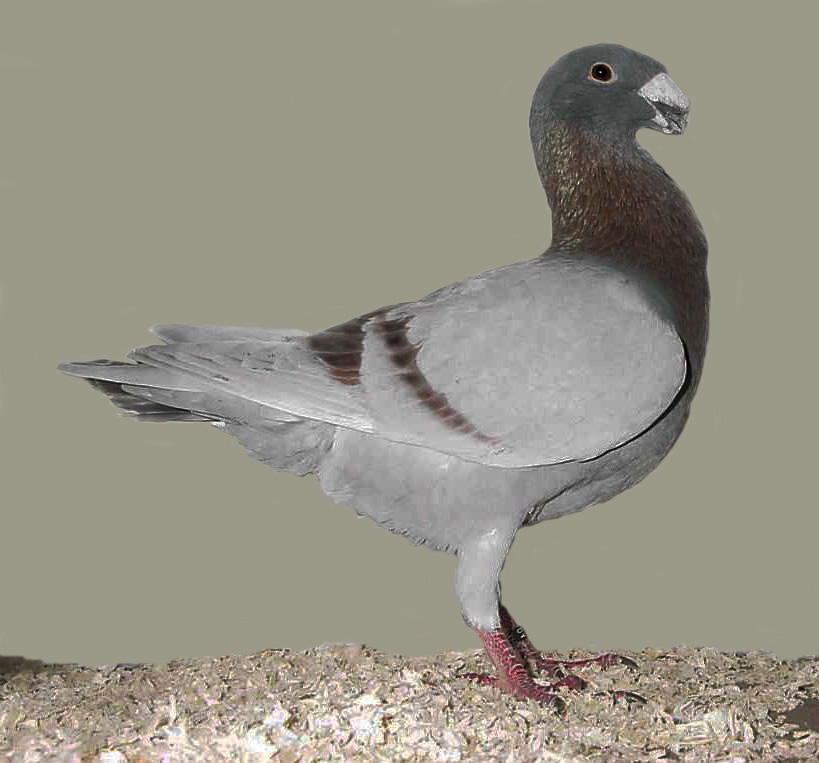
Pigeon de beauté allemand moderne.
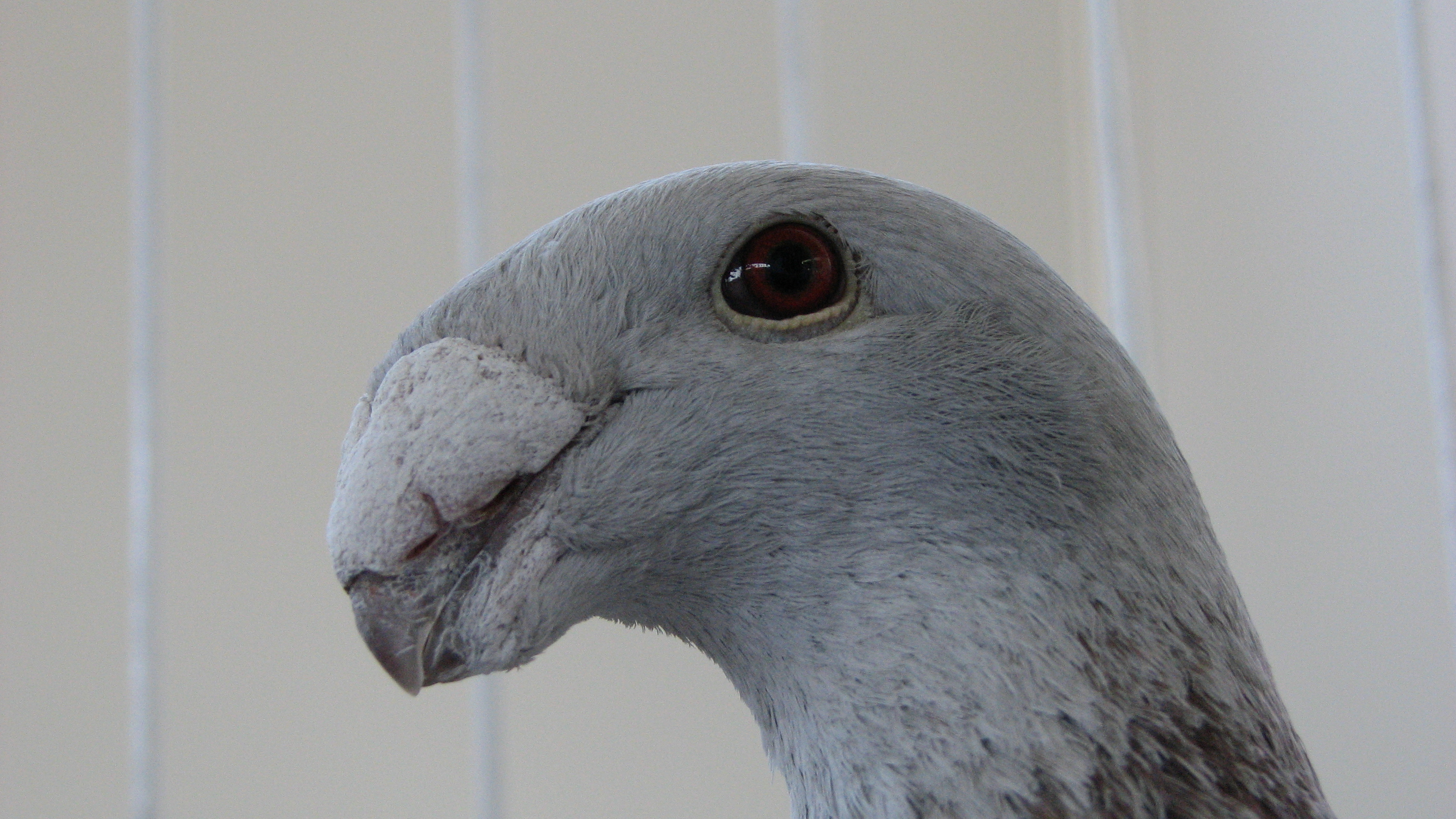
Gros plan sur la tête.